# Asking Alexandria

Logotipo de Asking Alexandria.

Asking Alexandria es una banda británica de screamo/metalcore integrada actualmente por Danny Worsnop, Cameron Liddell, Sam Bettley y James Cassells. Su origen se encuentra en Dubái, Emiratos Árabes Unidos, cuando en 2003 Ben Bruce formó una banda llamada Amongst Us, luego rebautizada como End of Reason y finalmente en 2006, como Asking Alexandria. Cuando Bruce regresó a Nottingham, Inglaterra, la banda se disolvió, y en 2008 él formó una nueva agrupación con el mismo nombre.
Inicialmente formada en 2006 por Ben Bruce, la banda se estableció oficialmente como un grupo de seis en 2008 con la formación de Bruce, Worsnop, Cassells, Liddell, Joe Lancaster y Ryan Binns. Después de la partida de Lancaster y Binns, así como el reclutamiento del bajista Sam Bettley en 2009, la banda lanzó su álbum debut Stand Up And Scream (2009). La banda lanzó dos álbumes de estudio Reckless & Relentless (2011) y From Death to Destiny (2013), antes de la partida de Worsnop en enero de 2015. Fue reemplazado por Denis Stoff y la banda lanzó The Black (2016). Stoff se separó de la banda en octubre de ese año, y Worsnop posteriormente regresó a la banda. La banda lanzó su quinto álbum homónimo Asking Alexandria a fines de 2017, que fue una marcada desviación estilística de sus trabajos anteriores. Su sexto álbum de estudio Like a House on Fire fue lanzado el 15 de mayo de 2020.

## Historia

### Formación yStand Up and Scream(2006-2009)
Ben Bruce, el actual guitarrista principal y segunda voz de la banda, formó originalmente la banda en Dubái, Emiratos Árabes Unidos en 2006. La formación original de la banda consistía en miembros completamente diferentes en comparación con la formación de la banda de 2008 y lanzó su EP debut, Tomorrow. Hope. Goodbye. en 2006, luego siguió con su álbum debut titulado The Irony Of Your Perfection en 2007. Después de darse cuenta de que no sería capaz de lograr el éxito internacional en Dubái, regresó a Inglaterra, Nottingham en 2008 y reunió a la banda con nuevos miembros del área local, incluido el cantante Danny Worsnop, a quien había mudado a su departamento en York.
Más tarde ese año, la banda se convirtió en un grupo de seis piezas después de reclutar a Ryan Binns en sintetizadores, James Cassells en la batería, Joe Lancaster en el bajo y Cameron Liddell en la guitarra rítmica. Más tarde ese año, Binns decidió abandonar la banda y, en enero de 2009, Lancaster también decidió irse y fue reemplazado por Sam Bettley. Más tarde Lancaster empezó a tocar en la banda With One Last Breath.
Bruce llevó el nombre de su banda anterior a la nueva, debido a que no quería molestarse en crear una nueva. Sin embargo, insiste en que a pesar de tener el mismo nombre, no es la misma banda. Cuando se le preguntó por qué eligió ese nombre en particular, explicó que "La mayoría de las bandas tienen un nombre de banda bastante malo, así que se me ocurrió algo. Se me ocurrió Alexandria como nombre humano, porque la gente se relaciona con los humanos". aunque no se explica la razón para usar la palabra 'Asking'.
Stand Up And Scream fue grabado durante la primavera de 2009 y fue producido por Joey Sturgis. La banda firmó con Sumerian Records y lanzó su álbum debut el 15 de septiembre. El álbum se registró solo en los EE. UU. Se posicionó en el #4 en el Top Heatseekers, #24 en Top Hard Rock Albums y #29 en Top Independent Albums. La banda realizó una gira por todo Estados Unidos como acto de apoyo durante el resto del año, apoyando a Evergreen Terrace junto con For the Fallen Dreams y Unholy en octubre, y Alesana junto con From First to Last, The Word Alive y Memphis May Fire en noviembre y diciembre.

### Reckless & Relentless(2010-2012)
Estuvieron de gira por los Estados Unidos como un acto principal en marzo con las bandas We Came as Romans, From First To Last, Our Last Night y A Bullet For Pretty Boy. La banda apoyó a la banda de metalcore Attack Attack! durante marzo y abril junto con Breathe Carolina, I See Stars y Bury Tomorrow en los Estados Unidos. Más tarde apoyaron a Dance Gavin Dance durante su gira europea en abril hasta principios de mayo junto con In Fear and Faith, durante el cual se presentaron en el festival The Bamboozle el 1 de mayo. La banda estuvo en la gira "Thrash & Burn" como banda principal junto con Born of Osiris, Kittie y Stick to Your Guns del 16 de julio al 14 de agosto en Estados Unidos.

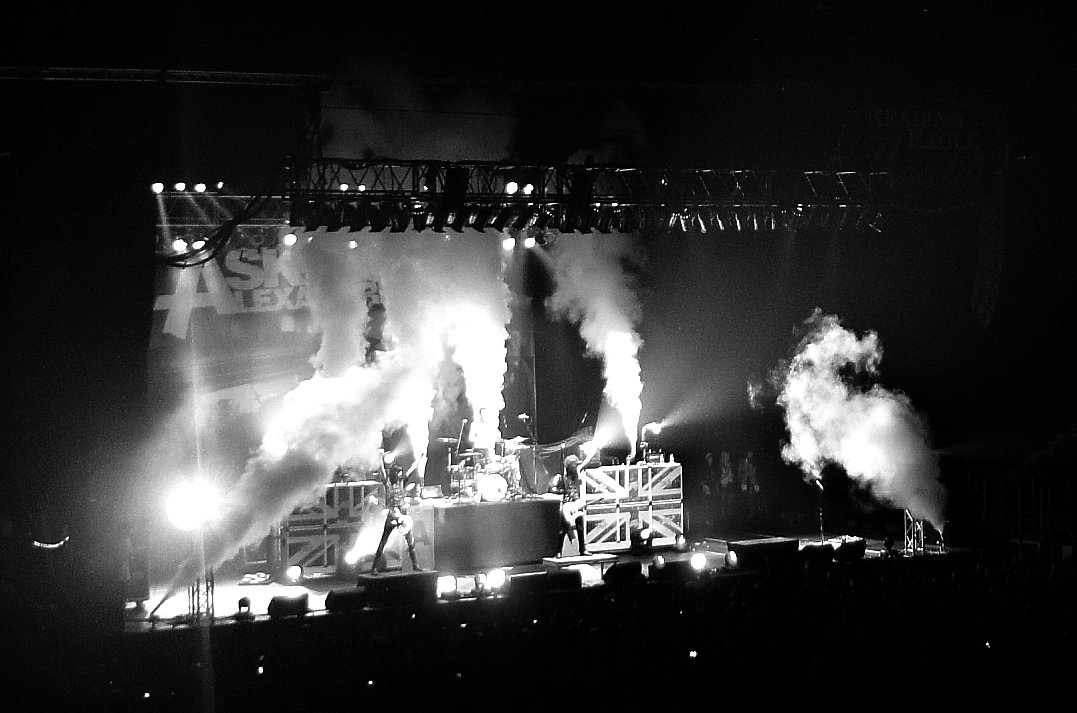
Asking Alexandria actuando en el Reading en noviembre de 2011

Después de una gira, la banda anunció que lanzarían un EP y DVD de edición limitada titulado Life Gone Wild, tanto digital como exclusivo en Hot Topic el 21 de diciembre de 2010, y presentaría una nueva canción titulada "Breathless", que inicialmente fue un demo para su segundo álbum, Stand Up and Scream y varias versiones, mientras que el DVD proporciona imágenes de vídeo de la banda. La banda también anunció que lanzarían un álbum de remix titulado Stepped Up And Scratched e inicialmente se anunció como la versión remix de su debut y se lanzaría en enero de 2011, sin embargo, más tarde se anunció que se lanzaría en noviembre y contendría remixes de canciones de su segundo álbum que se lanzará. Su segundo álbum, titulado Reckless & Relentless, fue lanzado el 4 de abril de 2011. Esta vez, el álbum llegó a la lista en el Reino Unido, alcanzando el #7 en UK Rock Chart y también en Australia en el #30 en Australian Albums Chart La banda también lanzó una versión de la canción de Akon, Right Now (Na Na Na) para la serie de compilación Punk Goes..., específicamente para el álbum Punk Goes Pop 3.
Asking Alexandria más tarde actuó en el "Festival Soundwave 2011" en Australia a finales de febrero y principios de marzo. En abril y mayo, la banda encabezó una gira en el Reino Unido con actos de apoyo de Of Mice & Men y Chelsea Grin. También en abril, el comediante Charlie Sheen le ofreció a la banda un lugar en su gira 'My Violent Torpedo Of Truth' por los EE. UU. Sin embargo, la banda tuvo que rechazarla debido a su horario de gira en ese momento, pero expresó su adulación y admitió ser fanes de Sheen. El grupo también fue banda principal del "Vans Warped Tour" 2011 en julio. La banda encabezó una gira con la banda de rap rock Hollywood Undead a lo largo de noviembre en todo Estados Unidos, llamada the World War III tour. Después de su gira, ambas bandas apoyaron a Avenged Sevenfold durante su gira principal en arenas durante el resto de noviembre hasta mediados de diciembre.
En 2012, la banda fue incluida por Revolver en los álbumes más esperados de 2012, con Danny Worsnop declarando que el sonido general del álbum será un "...un bebé musical de Mötley Crüe y Slipknot". En marzo, la banda participó en Dallas South By So What?! festival y más tarde realizó giras con los actos de apoyo de Trivium, Dir En Grey, I See Stars, Motionless in White y The Amity Affliction en toda América del Norte desde principios de marzo hasta principios de abril, nombrando la gira 'Still Reckless'.
A principios de mayo, la banda estrenó un avance de su cortometraje titulado Through Sin and Self-Destruction con los miembros de la banda, que se dice que contiene una "mirada controvertida y sin censura sobre la vida real de una nueva era de estrellas de rock para la generación actual". y fue lanzado oficialmente en iTunes el 15 de mayo. La película en sí consiste en los tres videos musicales de su segundo álbum; "Reckless &Relentless", "To The Stage" y "Dear Insanity".

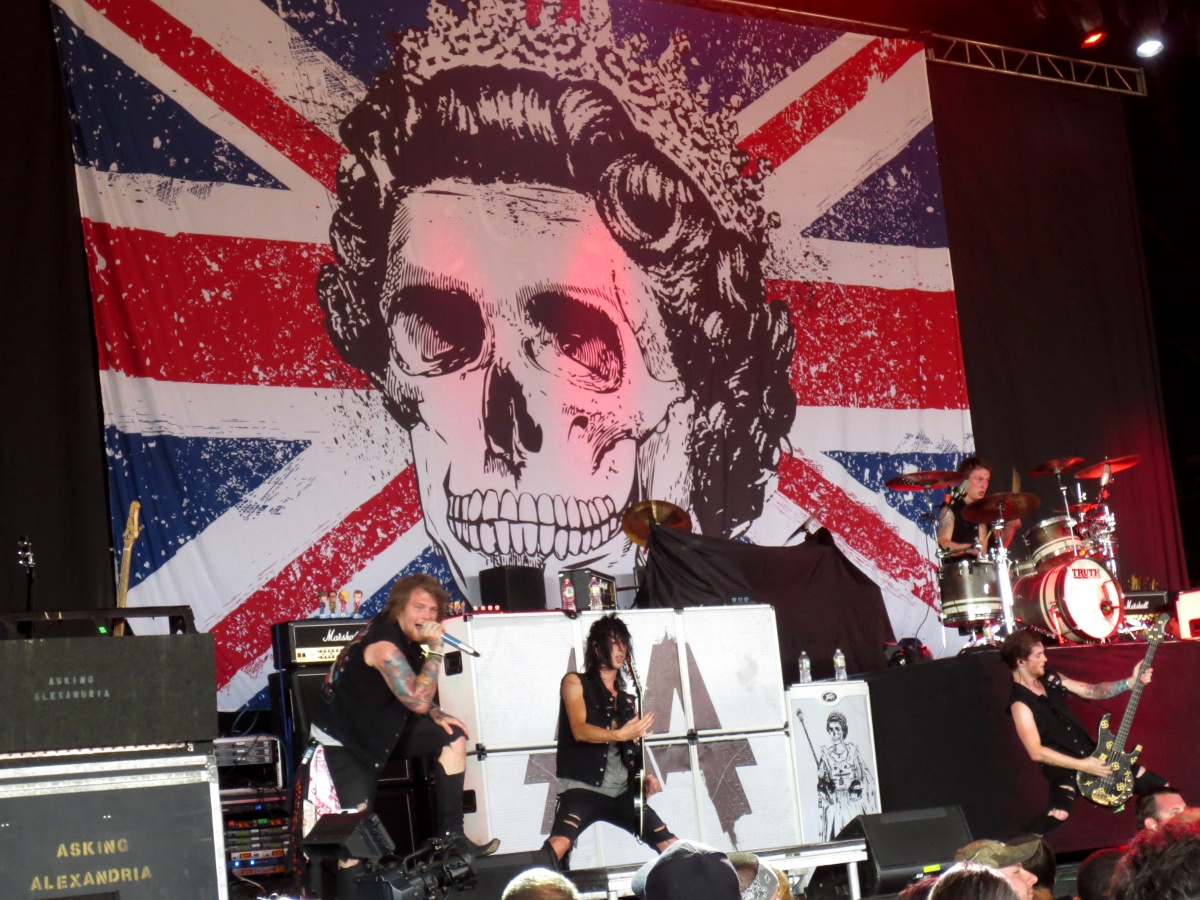
Asking Alexandria tocando en el Mayhem Festival 2012

El 5 de agosto, la banda actuó en la gira Mayhem Festival 2012 junto con otras bandas como Motörhead, Slayer y Slipknot. Más tarde, ese mismo mes, la banda ofreció una descarga gratuita para su nueva canción titulada 'Run Free' y se dijo que era de su tercer álbum que aún no se había anunciado. Un mes después, cuando se le preguntó sobre el sonido del tercer álbum, Ben Bruce explicó que la banda había madurado y para sobresalir en su carrera grabarán y lanzarán singles amigables para la radio, sin embargo, esto no dará como resultado el sonido del álbum en general, ya que describe el resto del álbum como "tipo de cosas de bolas a la pared", y agregó que sería lanzado en 2013.
En noviembre, la banda encabezó el 'Outbreak Tour' de Monster Energy a lo largo de noviembre y diciembre en América del Norte con bandas de apoyo como As I Lay Dying, Memphis May Fire, Attila y I See Stars que reemplazaron a Suicide Silence, que tenía problemas con la muerte de su cantante, Mitch Lucker. También en noviembre, la banda actuó en Metalfest California junto a artistas como Killswitch Engage, As I Lay Dying y Black Veil Brides. El 30 de noviembre, la banda lanzó un EP exclusivamente a través de la revista Revolver de forma gratuita a través de suscripción, que contiene versiones de bandas de rock de los 80 que incluyen; Whitesnake, Journey, Def Leppard y Mötley Crüe, junto con su canción "Run Free" lanzada a principios de ese año.
Hacia el final de su gira Outbreak, Danny Worsnop sufrió un desgarro de las cuerdas vocales, lo que le impidió cantar en Nueva York y permitió que los cantantes de Atilla e I See Stars, junto con un roadie de múltiples talentos, realizaran tareas vocales. A pesar de la lesión, el cantante más tarde actuó en el concierto conmemorativo de Suicide Silence Mitch Lucker para recaudar dinero para su ahora hija sin padre.

### From Death to Destiny(2012-2014)
Después de que Worsnop le rompió la cuerda vocal en diciembre de 2012, visitó a un médico semanas antes de los eventos de enero de 2013, y le informó que necesitará descansar su voz hasta que se recupere por completo, pero también aseguró a los fanáticos que esto no dificultará el lanzamiento de su tercer álbum como la mayoría de la grabación había sido completa antes de su lesión. En enero encabezaron una breve gira por el Reino Unido con Motionless in White y Betraying the Martyrs. A fines de marzo, la banda lanzó la primera canción de su tercer álbum titulado 'The Death Of Me', y anunció que el álbum se lanzará más tarde ese año en verano. La fecha de lanzamiento oficial se reveló más tarde como el 6 de agosto con el título del álbum, From Death to Destiny.

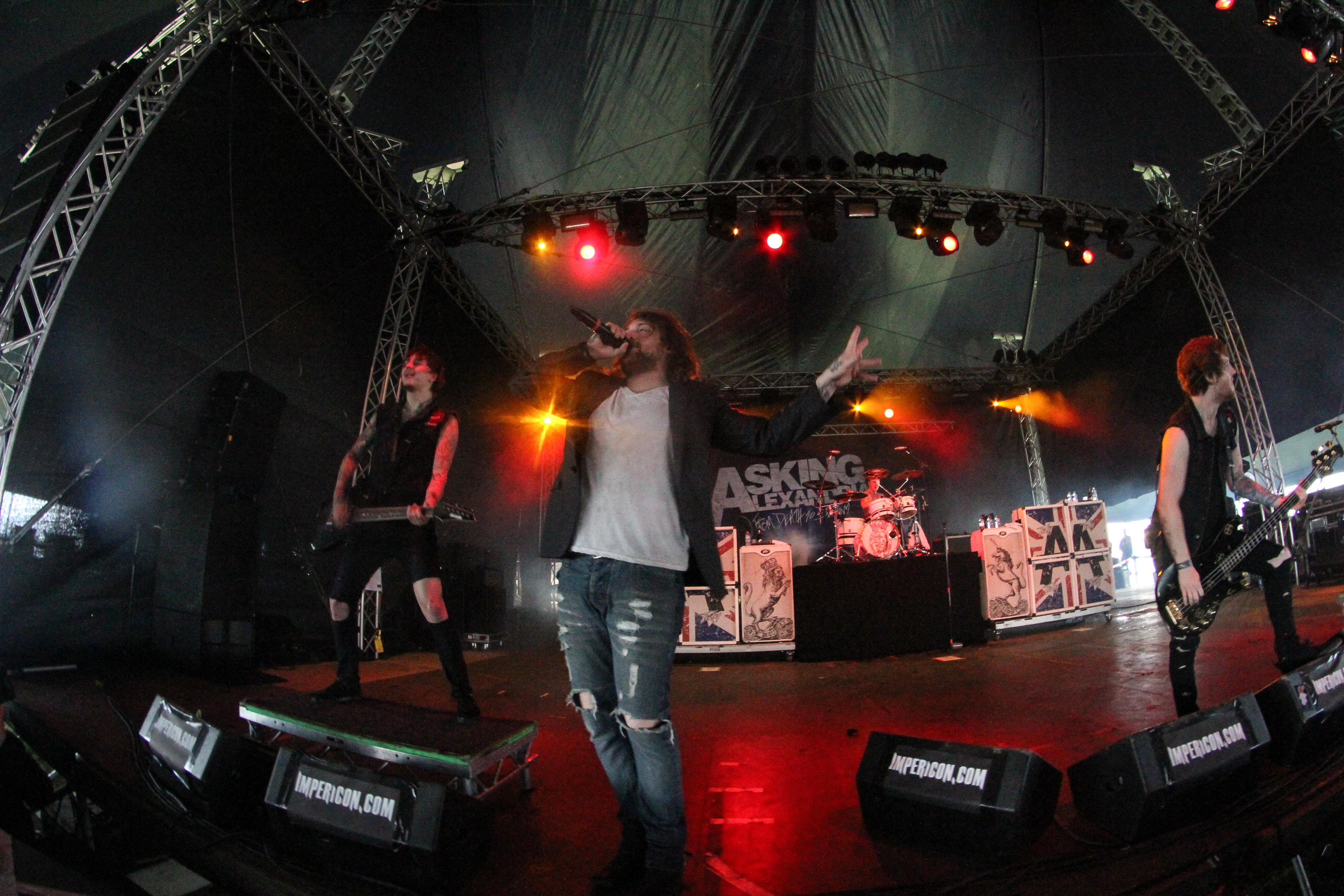
Asking Alexandria en el Full Force 2013

La banda viajó por Estados Unidos en abril y junio con Whitechapel, Motionless in White, Chimaira y I Killed The Prom Queen, doblando la gira 'Don't Pray For Us'. También en abril, la banda participó en el festival Rocklahoma. La banda también actuó en el festival Rock on the Range a mediados de mayo. La banda luego se presentó en Rock am Ring en Alemania, Download Festival en Inglaterra, Graspop en Bélgica y también con Full Force en Australia en junio.
From Death to Destiny fue lanzado con éxito el 6 de agosto, y se convirtió en el álbum más exitoso de la banda hasta la fecha y el álbum más vendido de la primera semana de su sello, debutando en #5 Billboard 200 y vendiendo más de 41,000 copias. En septiembre, la banda participó en el festival anual Aftershock y luego realizó una gira con la banda de nu metal Korn en Estados Unidos en septiembre y octubre como banda de apoyo, junto con Love and Death. La banda se embarcó en su propia gira "From Death to Destiny" en octubre después de una gira con Korn, con All That Remains, Sevendust y Emmure, en todo Estados Unidos.
En 2014, la banda actuó en Soundwave en Australia en febrero y luego lanzó una versión de la canción Closer de Nine Inch Nails para el álbum Punk Goes 90's Vol. 2 por Fearless Records en abril, por lo que es la segunda vez que graban para la serie.. En marzo de 2014, el sencillo principal de su álbum debut, "Final Episode (Let's Change the Channel)" recibió la certificación de oro de la RIAA. Asking Alexandria fue una de las principales bandas principales en el festival anual Never Say Never el 12 de marzo, junto con Bring Me the Horizon también encabezó el festival. Más tarde se embarcaron en otra gira principal en América del Norte, conocida como la gira 'Break Down The Walls', que comienza en marzo y termina en abril, con bandas como August Burns Red, We Came As Romans, Crown the Empire y Born of Osiris. La banda también tocó en Sudáfrica en mayo.
En julio, la banda fue anunciada como los nominados para los primeros Alternative Press Music Awards, nominados a Mejor Banda en Vivo y Mejor Banda Internacional y también se presentó en la ceremonia, tocando Hungry Like the Wolf de Duran Duran con la voz de Jonathan Davis. El 15 de diciembre de 2014, la banda lanzó su primer DVD oficial en vivo titulado Live From Brixton And Beyond que presenta el show de Londres con entradas agotadas en el O2 Academy Brixton, así como escenas detrás de escena y detrás del escenario de la actuación. también incluye la actuación invisible de Reckless Halloween en The Wiltern en Los Ángeles, todos los videos musicales de la banda y el cortometraje 'Through Sin and Self-Destruction'.

### Salida de Worsnop yThe Black(2015-2016)

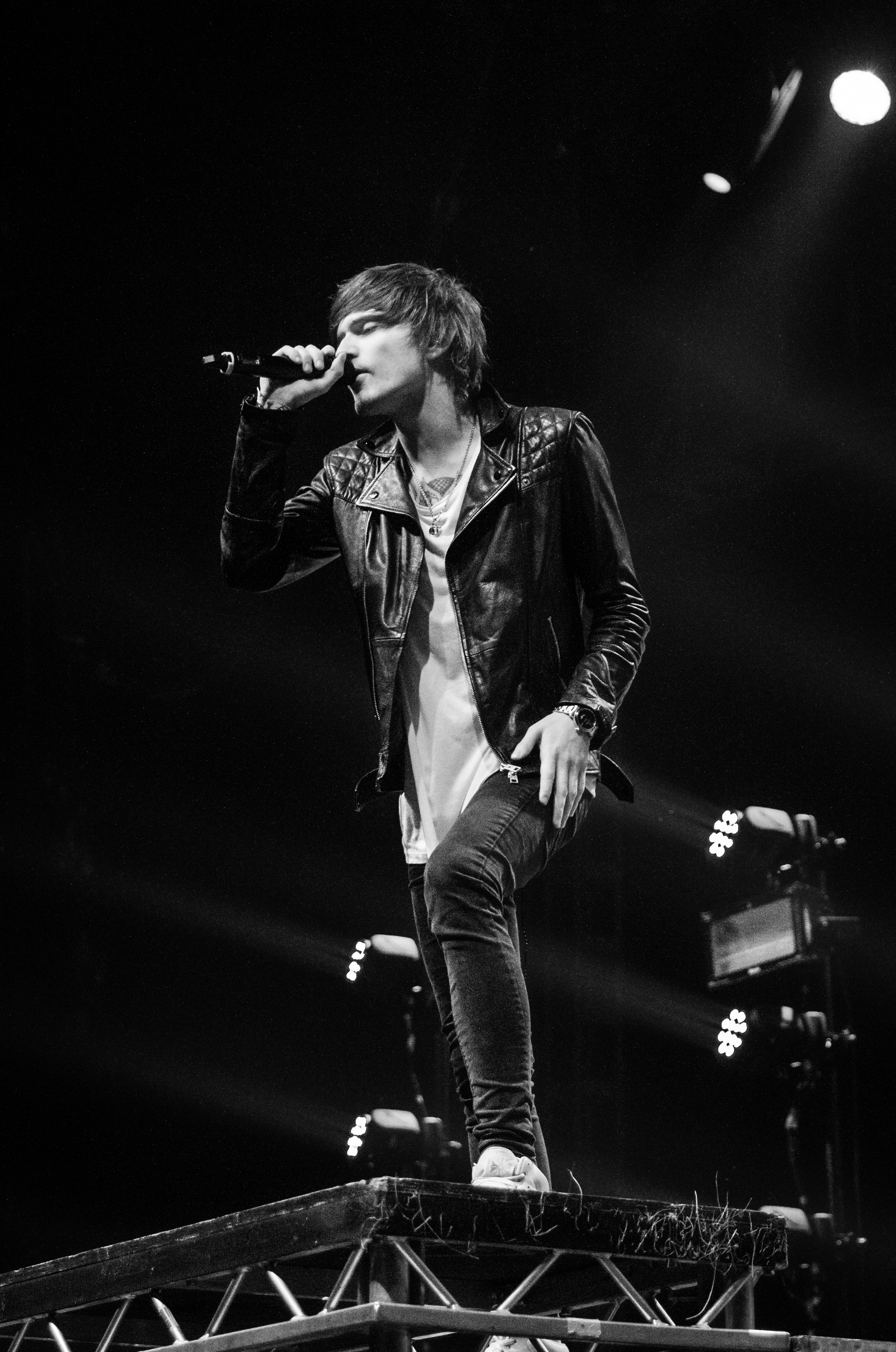
Denis Stoff formó parte de Asking Alexandria desde principios de 2015 hasta su partida a fines de 2016.

El 22 de enero de 2015, el cantante Danny Worsnop anunció su salida de la banda para centrarse en la música rock con su nueva banda We Are Harlot. También declaró que a pesar de su partida, la banda continuaría de gira. El guitarrista principal Ben Bruce anunció que habría un nuevo cantante principal. Los fanáticos reaccionaron ante las noticias con angustia, ya que creen que era esencial para el sonido de la banda, mientras que otros no se sorprendieron por su movimiento profesional, algunos llegaron tan lejos como para decir que se desempeña mejor con su nueva banda We Are Harlot que con Asking Alexandria. Cuando se le preguntó a Bruce sobre su estado con Worsnop, declaró que se sintió abandonado mucho antes de su partida, ya que Worsnop perdió el cuidado de los gritos y la música más pesada desde el lanzamiento de su segundo álbum, y continuó diciendo que no sabría si podría llámalo a él y a Worsnop amigos.
Cuando se le preguntó a Bruce sobre el sonido del cuarto álbum, dijo que si bien contará con influencias de Guns N'Roses y Van Halen, también contará con influencias de bandas modernas como Avenged Sevenfold y Slipknot, afirmando que desde el tercer álbum fue tal cambio inesperado en el estilo musical cree que los fanáticos esperarán más experimentación en el próximo, por lo tanto, tendrán menos reacción de su base de fanáticos. También ha declarado que comenzaron a escribir material para el álbum mientras estaban de gira en el verano de 2014 y habían escrito alrededor de 18 pistas, y estima que se lanzará entre julio y agosto de 2015.
El 26 de mayo de 2015, Denis Shaforostov, anteriormente guitarrista y vocalista de las bandas de metalcore ucranianas Make Me Famous y Down & Dirty, fue revelado como el nuevo vocalista principal cuando la banda lanzó "I Won't Give In", su primer sencillo con él, el 27 de mayo. Las especulaciones sobre la participación de Stoff comenzaron poco después de la partida de Worsnop debido a las similitudes entre Asking Alexandria y Make Me Famous (de quienes se decía que habían estafado el sonido de la banda); el hecho de que fueran compañeros de sello habría facilitado la transición de Stoff, y en su cuenta personal de YouTube había hecho múltiples covers de canciones de Asking Alexandria. Se le preguntó a Bruce si consideraba a alguien más para el papel y dijo que "Tiene que ser Denis" para alabar su rango vocal mucho mayor y, dado que se inspiró en Worsnop en las primeras etapas de Asking Alexandria, puede interpretar sus canciones. vivir mucho mejor que Worsnop, sin embargo, cuando se le preguntó al propio Stoff cómo se distinguiría de él, dijo que no haría ninguna comparación ya que es una persona completamente diferente.

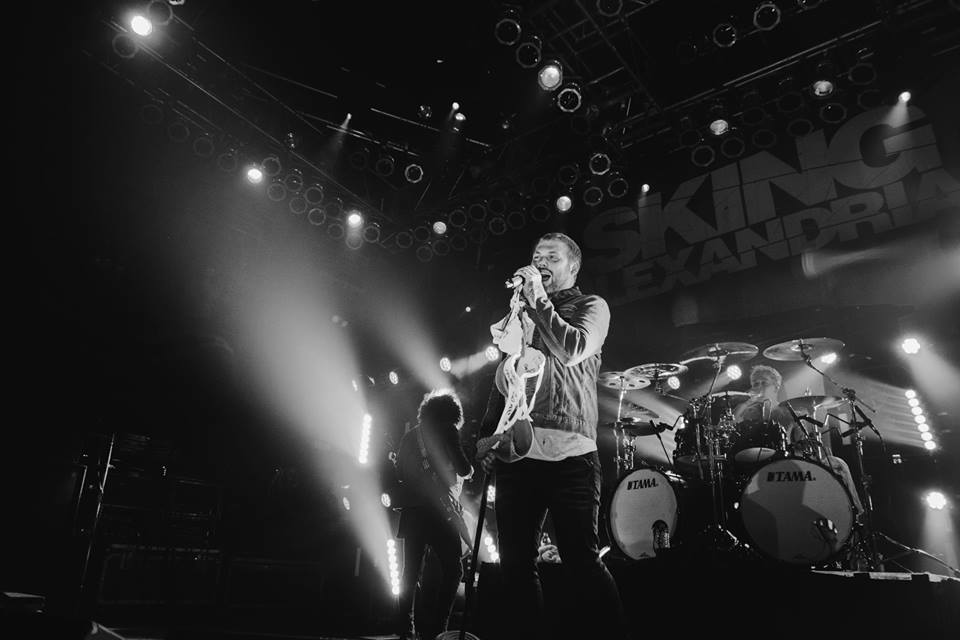
Asking Alexandria en vivo en 2016

La banda inicialmente planeó presentarse por primera vez con Stoff el 31 de mayo en Manchester Academy 3 y en London Underworld un día después, sin embargo, debido a que Stoff no pudo obtener una visa a tiempo para los espectáculos, tuvieron que cancelar. También se han anunciado como una de las bandas para los festivales Rock am Ring y Rock Im Park 2015 en Alemania a principios de junio. La banda también anunció que se presentarán en el Vans Warped Tour 2015.
En octubre, en su gira principal por Europa, la banda anunció que el plan original para lanzar el álbum en octubre/noviembre ha cambiado y que los fanáticos pueden esperar el álbum a principios de 2016 con un nuevo sencillo y un vídeo musical en noviembre. A finales de diciembre, se reveló que el título del álbum iba a ser The Black y se espera que se lance en marzo de 2016, y apoyará a la banda de metal británica Bullet for My Valentine en Norteamérica del 2 de febrero al 7 de marzo, llamado the British Invasion Tour.

### Salida de Stoff, Regreso de Worsnop yAsking Alexandria(2016-2018)

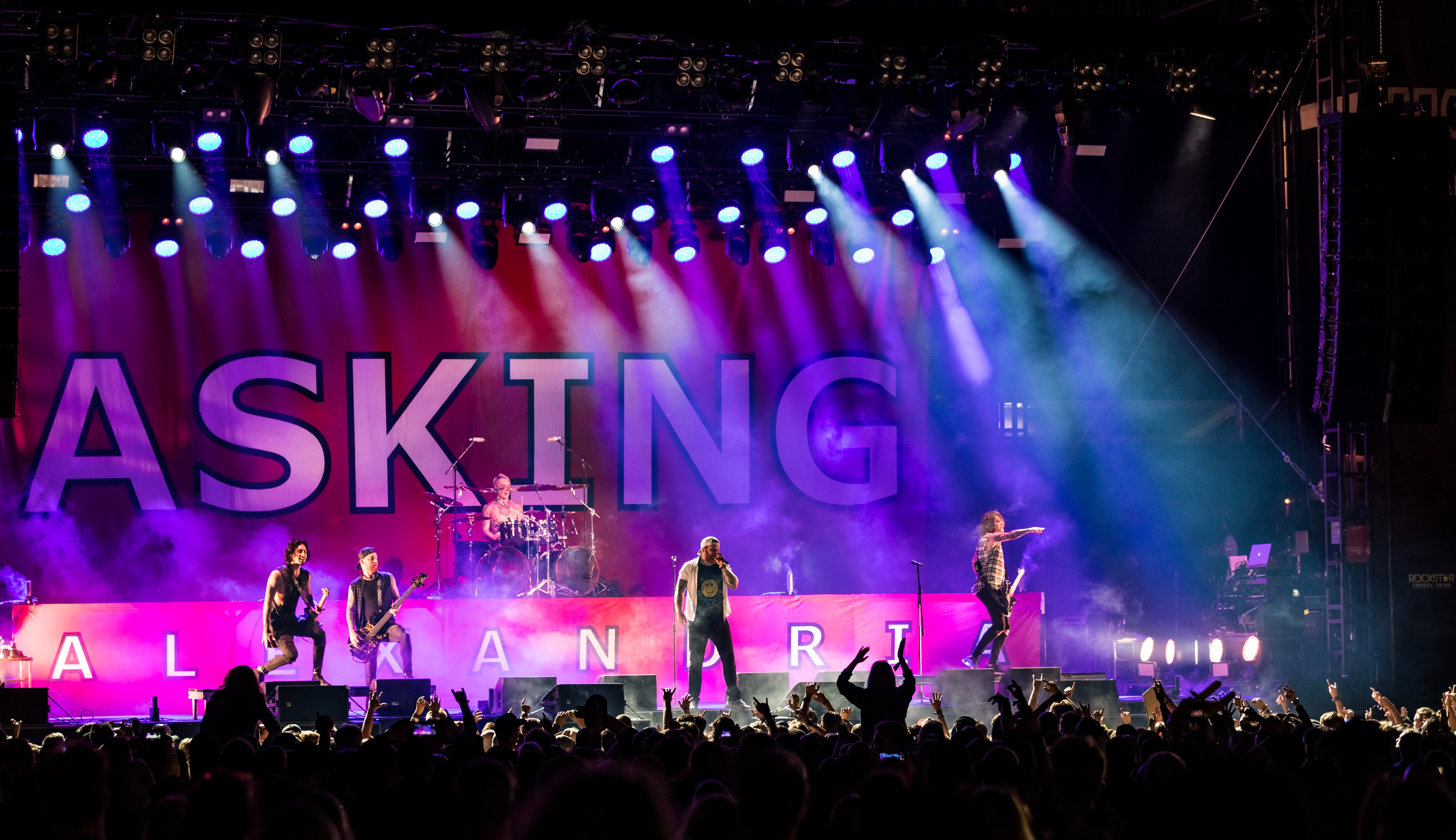
Asking Alexandria en vivo en el Rock am Ring 2018

A mediados de octubre, se especuló que la banda había resuelto sus diferencias con el vocalista original Danny Worsnop y que se realizaría algún tipo de esfuerzo de colaboración después de que se publicaran varias fotos de Worsnop y Bruce en el estudio juntos. Sin embargo, dos días después se reveló que Worsnop había regresado a la banda como miembro oficial después de la partida de Denis Stoff. Ben Bruce explicó que después de un largo período de tiempo de no comunicarse con la banda, Stoff declaró: "Asking Alexandria no existe a menos que obtenga lo que se me debe". Worsnop también habló sobre su regreso a la banda, afirmando que "esto es algo que [él] puede abrazar nuevamente". Cuando la banda volvió a tocar por primera vez con Worsnop desde la partida de Stoff, su lista de canciones excluyó todas las canciones de su álbum más reciente, The Black, y en su lugar consistió en canciones que no habían tocado en años. Esto ocurrió justo cuando la banda encabezó "Ten Years in the Black Tour" de Sumerian con el apoyo de Veil of Maya, Born of Osiris, I See Stars, Upon a Burning Body, After the Burial y Bad Omens. A medida que pasaba el tiempo, se había publicado más información sobre Stoff, como que Stoff había sincronizado las viejas canciones de la banda durante las presentaciones en vivo, una acusación hecha por los abogados de Worsnop que lo notificaron después de enviar a Stoff un alto y desistir. Cuando se le preguntó sobre el tiempo de Stoff como su reemplazo, Worsnop respondió que "Reemplazar es una palabra fuerte. Simplemente mantenía mi asiento caliente. Honestamente, no conozco al niño, así que no tengo una opinión de él como persona..." Stoff afirma que su partida se debió al estrés personal causado por los disturbios en su país de origen, Ucrania.
La banda lanzó su primer material de estudio con Worsnop en la banda el 21 de septiembre de 2017, el sencillo "Into the Fire", que sería el sencillo principal de su próximo álbum. La banda lanzó un segundo sencillo del álbum, titulado "Where Did It Go?", El 25 de octubre de 2017. El 15 de diciembre de 2017, la banda lanzó su quinto álbum de estudio Asking Alexandria. El álbum marcó un cambio estilístico significativo del trabajo anterior de metalcore de la banda, incorporando influencias de un amplio grupo de géneros, incluido el estadio de rock.

### Like a House on Fire(2019-2020)
El 10 de julio de 2019, la banda lanzó su nueva canción llamada "The Violence". El 6 de diciembre, la banda dio a conocer el remix dubstep de su canción "The Violence" del artista electrónico "Sikdope". La banda terminaría el año relanzando su quinto álbum como regalo de Navidad tardío para los fanáticos y como aniversario de su tan aclamado álbum. El relanzamiento presenta seis pistas adicionales que incluyen una interpretación en rock de una pista anterior, un demo, una pista acústica, una cover y un mash-up. La banda anunció su gira principal después de dos años, junto con Falling in Reverse, Wage War y Hyro the Hero, la gira se llama 'Like A House On Fire World Tour', está destinado a ser una gira mundial. El 11 de febrero de 2020, la banda anunció que un nuevo sencillo llamado "They Don't Want What We Want (And They Don't Care)" se estrenará en Octane Sirius XM el 12 de febrero.
El 4 de marzo, la banda anunció su próximo sexto álbum de estudio titulado "Like a House on Fire", que se lanzará el 15 de mayo de 2020. El mismo día, la banda lanzó el tercer sencillo del álbum titulado "Antisocialist" y su video musical correspondiente.

### See What's on the Inside(2021-2022)
El 7 de junio de 2021, la banda anunció que firmaron con Better Noise Music. El 20 de agosto, la banda lanzó sorpresivamente un nuevo sencillo "Alone Again" de su próximo séptimo álbum de estudio, See What's on the Inside, que fue lanzado el 1 de octubre de 2021. Al mismo tiempo, la banda reveló el álbum, la portada y su lista de canciones.

### Where Do We Go from Here?(2023-presente)
El 12 de mayo de 2023, la banda lanzó un nuevo sencillo "Dark Void" junto con un video musical. El 16 de junio, la banda lanzó dos sencillos, "Psycho" y "Bad Blood". El próximo octavo álbum de estudio de la banda, Where Do We Go from Here? se lanzará el 25 de agosto de 2023.
El 19 de enero de 2024, el guitarrista líder y miembro fundador Ben Bruce anunció su salida de la banda debido a que desea pasar más tiempo con su familia, dejando así a Asking Alexandria sin ningún miembro original.

## Estilo musical e influencias
La música de la banda comenzó con un estilo clásico de metalcore con tintes de post-hardcore, screamo, emo y música electrónica en Stand Up And Scream.
"Escuchamos bandas como The Devil Wears Prada, Bring Me The Horizon. Era una gran mezcla completa de bandas, cuando escribimos nuestro primer álbum; supongo que nuestras mayores influencias fueron más americanas que británicas. Estábamos escuchando también mucho de Vanna y otra banda llamada Burden Of a Day, de los cuales recibimos mucha influencia, para ser honestos" 
Ben Bruce, argumenta que dentro de las influencias de su adolescencia también figuran bandas como Avenged Sevenfold, Bullet For My Valentine, Slipknot, Papa Roach, Blink-182 y The Offspring
En Reckless and Relentless, la banda se alejó del sonido más electrónico incorporando sonidos más cercanos al Hard rock, Arena rock y el rock clásico sirviendo de inspiración varias bandas de los 80 como Guns N' Roses, Skid Row, Saxon, Whitesnake, Journey, U2, Def Leppard, AC/DC, Deep Purple, Judas Priest y Anthrax a quienes mencionan como sus "héroes musicales" 
Worsnop posteó en su cuenta oficial de Twitter que Aerosmith fue su mayor inspiración: "De vez en cuando recuerdo de lo perfecto que es Aerosmith. Luego toco sus canciones y mi alma se llena de vida. Mi mayor inspiración de todos los tiempos".
Bandas como Make Me Famous, Eskimo Callboy y DangerKids mencionan a la banda como influencia.

## Miembros
| Miembros actuales - Danny Worsnop: voz, teclados, programación (2008-2015, 2016-presente) - Cameron Liddell: guitarra rítmica y líder (2008-presente) - James Cassells: batería (2008-presente) - Sam Bettley: bajo (2009-presente) | Miembros de gira - Sam Graves: guitarra (2016) | Miembros de la primera formación de AA - James Murray: voz, teclados (2003-2008) - Robin Everett: guitarra rítmica (2003-2008) - Lucas Brown: bajo, coros (2003-2008) - Hitesh Gandhi: batería (2003-2008) | Miembros antiguos - Joe Lancaster: bajo (2008-2009) - Ryan Binns: teclados, sintetizadores (2008) - Denis Shaforostov: voz (2015-2016) - Ben Bruce: guitarra líder, segunda voz, programación (2008-2024), (2003-2008 con la primera alineación) |

## Discografía
Asking Alexandria (primera alineación, 2003-2008)
- 2007: The Irony Of Your Perfection

Asking Alexandria (segunda alineación, 2008-2015)
- 2009: Stand Up and Scream
- 2011: Reckless and Relentless
- 2013: From Death to Destiny

Asking Alexandria (alineación con Stoff, 2015-2016)
- 2015: The Black

Asking Alexandria (reincorporación de la segunda alineación, 2017-2024)
- 2018: Asking Alexandria
- 2020: Like a House on Fire
- 2022: See What's on the Inside
- 2024: Where Do We Go from Here?

Asking Alexandria (nueva alineación sin Ben Bruce, 2024-presente)

## Premios y nominaciones
- Asking Alexandria

| Año  | Trabajo nominado                                    | Resultado |
| ---- | --------------------------------------------------- | --------- |
| 2011 | Revolver Golden Gods Awards: Nueva mejor banda      | Nominados |
| 2011 | Kerrang! Awards: Nuevo mejor artista británico      | Ganadores |
| 2011 | Alternative Press: Banda del año                    | Nominados |
| 2011 | Sound Scene Press Awards: Banda del año             | Nominados |
| 2011 | Alternative Press: Banda con mejor mercancía        | Nominados |
| 2011 | Guitar World's Press: Artista a seguir en 2012      | Ganadores |
| 2012 | Revolver Golden Gods Awards: Los fans más dedicados | Nominados |
| 2012 | Kerrang! Awards: Mejor banda en vivo                | Nominada  |
| 2012 | Kerrang! Awards: Mejor banda británica              | Nominada  |
| 2013 | Kerrang! Awards: Mejor banda británica              | Nominada  |
| 2013 | MetalHammer Golden Gods Awards: Mejor progreso      | Ganadores |

- Danny Worsnop

| Año  | Trabajo nominado                                                    | Resultado |
| ---- | ------------------------------------------------------------------- | --------- |
| 2011 | Alternative Press: Vocalista del año                                | Nominado  |
| 2011 | Sound Scene Press Awards: El incidente de Danny Worsnop en Seattle  | Nominado  |
| 2011 | Revolver's Magazine: Las 100 estrellas de rock más grandes del 2011 | Ganador   |
| 2011 | Alternative Press: El incidente de Danny Worsnop en Seattle         | Nominado  |
| 2012 | Kerrang! Awards: Twiteer del año                                    | Nominado  |

- Ben Bruce

| Año  | Trabajo nominado                                           | Resultado |
| ---- | ---------------------------------------------------------- | --------- |
| 2011 | Alternative Press: Guitarrista del año                     | Ganador   |
| 2012 | Guitar Guirl'd: Los 12 guitarristas más sexys para el 2012 | Ganador   |
| 2012 | Kerrang! Awards: El hombre más sexy                        | Ganador   |
| 2013 | Alternative Press: Guitarrista del año                     | Nominado  |
| 2013 | Kerrang! Awards: El hombre más sexy                        | Ganador   |

- Álbumes

| Año  | Trabajo nominado: Reckless and Relentless               | Resultado |
| ---- | ------------------------------------------------------- | --------- |
| 2011 | Alternative Press: Álbum del año                        | Nominado  |
| 2011 | Sound Scene Press Awards: Álbum del año                 | Nominado  |
| 2011 | Guitar's World Press Awards: Mejor álbum de metal       | Nominado  |
| 2011 | Guitar's World Press: Los 50 Mejores álbumes del año    | Ganador   |
| 2011 | Revolver Magazine's: Los 20 mejores álbumes del año     | Ganador   |
| 2012 | Independent Music Awards: Mejor Álbum de Metal/Hardcore | Ganador   |

- Canciones y videos nominados

| Año  | Trabajo nominado                                                 | Resultado |
| ---- | ---------------------------------------------------------------- | --------- |
| 2011 | Revolver Golden Gods: To The Stage - El vídeo del año            | Nominado  |
| 2011 | Sound Scene Press Awards: To The Stage - El vídeo del año        | Ganador   |
| 2011 | Revolver Golden Gods: Not The American Average - Canción del año | Nominado  |
| 2011 | Revolver Golden Gods: To The Stage - Los mejores vídeos de 2011  | Ganador   |
| 2012 | Revolver Magazine's: Run Free - Canción Del Año                  | Nominada  |
| 2013 | Revolver Golden Gods Awards: Run Free - Canción Del Año          | Nominada  |